# Ларин, Евгений Васильевич
Евге́ний Васи́льевич Ла́рин (14 июня 1936, Иваново, РСФСР, СССР — 13 декабря 2011, Иваново, Россия) — советский футболист, защитник. Мастер спорта СССР (1957).

## Биография
Воспитанник ивановского футбола.
Начинал выступать за ивановское «Красное знамя».
Через два года получил приглашение Федерации футбола Молдавии выступить в кишиневской команде «Молдова», игравшей в тот момент в классе «А». В ней футболист провел 13 сезонов, 7 из которых были в высшем лиге чемпионата СССР по футболу. В классе «А» Ларин провел 183 матча, в которых забил 1 гол. Был капитаном «Молдовы», выступал за сборную Молдавской ССР. За свои выступления получил звание мастера спорта СССР.
После окончания карьеры остался жить в Кишиневе. После распада СССР вернулся в Иваново.
13 декабря 2011 года скончался на 76-м году жизни.
Сын Вадим также занимался футболом, играл в молодёжном составе санкт-петербургского «Зенита».